# شان اشمور
شان رابرت اشمور (به انگلیسی: Shawn Robert Ashmore) (متولد ۷ اکتبر ۱۹۷۹) بازیگر کانادایی است که بیشتر معروفیتش برای بازی در نقش مرد یخی در سری فیلم‌های مردان ایکس است. از دیگر کارهای معروف او می توان به بازی در فیلم یخ‌زده، ۳ سوزن و سریال منحرف‌شده از مسیر اشاره کرد. او برادر دوقلوی دیگر بازیگر کانادایی آرون اشمور است. چهره وی در بازی فرار کوانتومی بازسازی شده است.

## زندگی
اشمور در شهر ریچموند در بریتیش کلمبیا به دنیا آمد. مادرش لیندا، خانه‌دار بود و پدرش ریک اشمور یک مهندس کارخانه بود. اشمور و برادرش آرون در بسیاری از فیلم‌ها به عنوان دوقلو بازی کرده‌اند. به گفته آرون، قد او کمی از اشمور بلندتر است. معمولاً در فیلمها اشمور نقش پسر خوب و آرون نقش بد و گردن‌کلفت را بازی می‌کند. اشمور در ۲۷ ژوئیه ۲۰۱۲ با دانا رنی وازدین که در فیلم یخ‌زده با او آشنا شده بود ازدواج کرد.